# Milan Smit
Milan Smit (Hollandscheveld, 13 februari 2003) is een Nederlands voetballer die doorgaans speelt als spits. In augustus 2024 verruilde hij SC Cambuur voor Go Ahead Eagles.

## Clubcarrière
Smit speelde in de jeugdopleiding van sc Heerenveen en stapte in 2017 over naar FC Twente. Drie jaar later nam SC Cambuur de aanvaller transfervrij over. Hier maakte hij in de Eredivisie zijn professionele debuut op 3 april 2022, thuis tegen N.E.C., dat door doelpunten van Jonathan Okita en Javier Vet en een tegengoal van Mitchel Paulissen met 1–2 won. Smit moest van interim-coach Dennis Haar op de reservebank beginnen en mocht veertien minuten na rust invallen voor Roberts Uldriķis.
Zijn eerste doelpunt maakte hij in zijn vierde optreden, op 6 mei tegen RKC Waalwijk. Na een eigen doelpunt van Doke Schmidt kopte Smit uit een hoekschop van Robin Maulun de gelijkmaker in het doel: 1–1. Hiermee werd hij de jongste doelpuntenmaker ooit van Cambuur in de Eredivisie. Elf dagen na deze wedstrijd ondertekende de aanvaller zijn eerste profcontract, tot medio 2024 met een optie op een jaar extra. Met Cambuur degradeerde hij in zijn tweede seizoen uit de Eredivisie. 
Nadat hij in de eerste drie duels in de Eerste divisie tot drie doelpunten was gekomen, werd zijn contract opengebroken en met twee seizoenen verlengd, met een optie op een jaar extra. Smit sloot het seizoen 2023/24 af met negentien competitiedoelpunten, waarmee hij derde eindigde op de topscorerslijst van de Eerste divisie, achter Henk Veerman (ADO Den Haag) en Martijn Kaars (Helmond Sport). In augustus 2024 verkaste hij naar Go Ahead Eagles, waar hij zijn handtekening zette onder een verbintenis voor de duur van vier seizoenen. Met de overgang werd hij de duurste uitgaande transfer ooit voor SC Cambuur. Met Go Ahead Eagles won hij de KNVB Beker in zijn eerste seizoen. In de finale werd na strafschoppen gewonnen van AZ na een initiële 1–1. Smit speelde het gehele duel en benutte in de serie zijn strafschop.

## Clubstatistieken
| Seizoen | Club            | Competitie     | Competitie | Competitie | Beker | Beker | Internationaal | Internationaal | Totaal | Totaal |
| Seizoen | Club            | Competitie     | Wed.       | Dlp.       | Wed.  | Dlp.  | Wed.           | Dlp.           | Wed.   | Dlp.   |
| ------- | --------------- | -------------- | ---------- | ---------- | ----- | ----- | -------------- | -------------- | ------ | ------ |
| 2021/22 | SC Cambuur      | Eredivisie     | 4          | 1          | 0     | 0     | —              | —              | 4      | 1      |
| 2022/23 | SC Cambuur      | Eredivisie     | 13         | 1          | 2     | 1     | —              | —              | 15     | 2      |
| 2023/24 | SC Cambuur      | Eerste divisie | 36         | 19         | 5     | 5     | —              | —              | 41     | 24     |
| 2024/25 | SC Cambuur      | Eerste divisie | 3          | 1          | 0     | 0     | —              | —              | 3      | 1      |
| 2024/25 | Go Ahead Eagles | Eredivisie     | 19         | 3          | 4     | 0     | —              | —              | 23     | 3      |
| Totaal  | Totaal          | Totaal         | 75         | 25         | 10    | 6     | 0              | 0              | 85     | 31     |

Bijgewerkt op 22 april 2025.

## Erelijst
| KNVB Beker | 1 | 2024/25 |